# Oides fruhstorferi
Oides fruhstorferi là một loài bọ cánh cứng trong họ Chrysomelidae. Loài này được Vachon miêu tả khoa học năm 1980.